# 巴納哈
巴納哈(梵文：Upanaha)，印度大乘密宗人士，八十四成就者之一。

## 簡介
巴納哈是在桑朵納噶拉靠製靴維生的低種姓鞋匠，因見一有神通的瑜珈士來乞食，生起信心，隨之回墓地，向他求法，瑜珈士便為其加持灌頂。巴納哈精進禪修九年而得成就，以上師巴納哈而聞名。他在講述了他的修行經驗，並在為眾生福祉努力了八百年之後，在八百眷屬的簇擁之下，同往空行淨土。